# 余倩
余倩（1927年11月—2016年9月13日），男，四川万县人，中国电影理论家，北京电影学院教授，曾任中国电影家协会理事，中国电影文学学会理事，中国电影评论学会副会长。

## 家庭
妻子陈瑞琴。儿子余晓斌、女儿余栗力。